# 菲律賓小隼
菲律賓小隼（學名：Microhierax erythrogenys），是隼科小隼屬猛禽，屬菲律賓特有種，廣泛分布於呂宋島、民答那峨島、民都洛島和米沙鄢群島但不存在於其他地方。

## 棲息地
牠們的自然棲息地是亞熱帶或熱帶低地原始或次生雨林，多數單獨或成對活動，棲身於老樹的樹枝和樹洞，主要捕食昆蟲。

## 特徵
菲律賓小隼身長約16cm，身體上部，側面和大腿有光澤的藍黑色，下部白色、足部呈黑色。